# Nationale Parlamentsbibliothek Georgiens

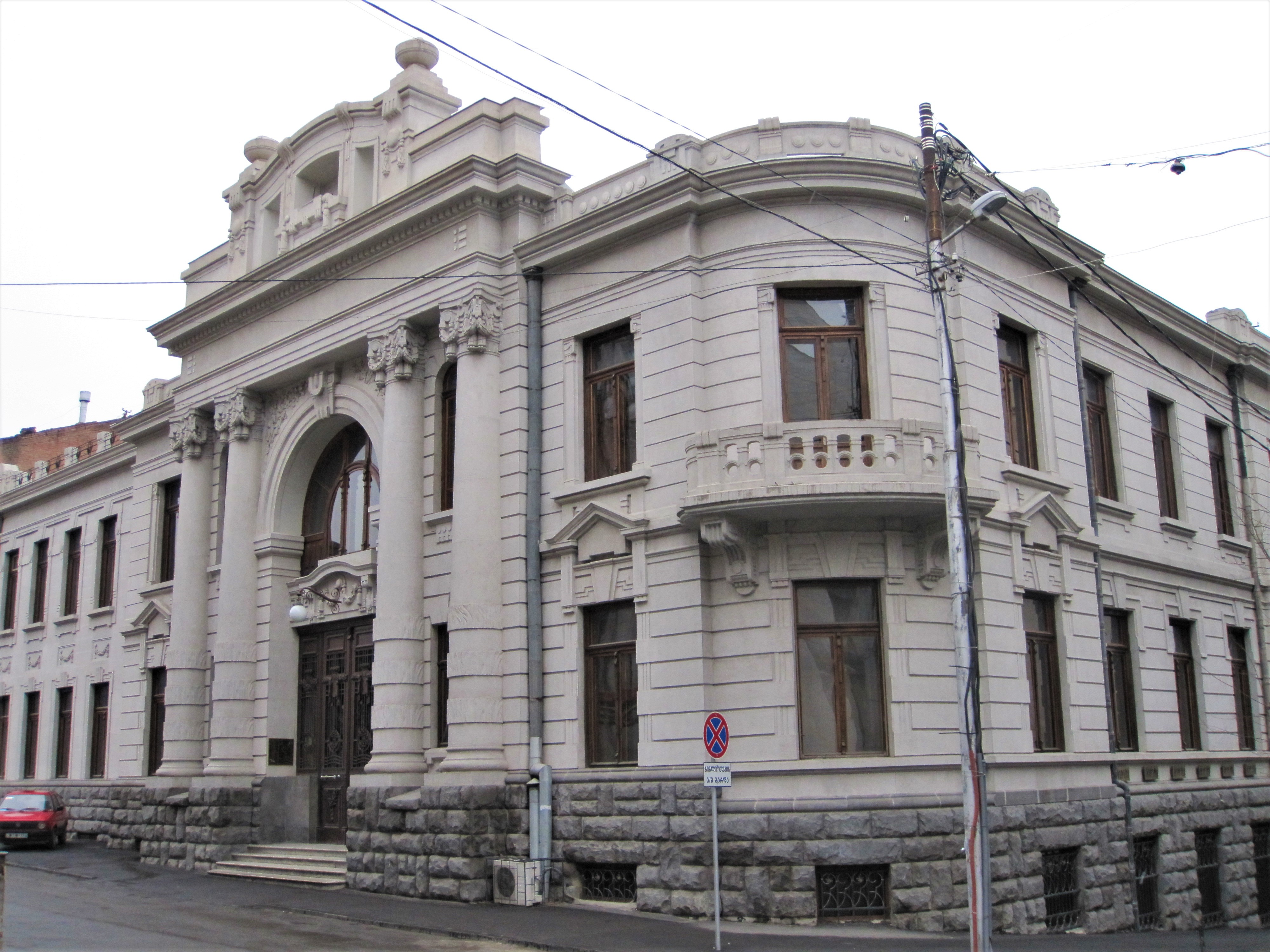

Die Ilia Tschawtschawadse Nationale Parlamentsbibliothek von Georgien (georgisch სსიპ ილია ჭავჭავაძის სახელობის საქართველოს ეროვნული ბიბლიოთეკა) ist die führende staatliche Kultur- und Bildungs- und wissenschaftliche Informationseinrichtung in Georgien. Die Bibliothek wurde nach dem georgischen Dichter Ilia Tschawtschawadse (2000) benannt.
Sie befindet sich in drei Gebäuden im Stadtzentrum in der Lado-Gudiaschwili-Straße – im Gebäude der ehemaligen Georgischen Noble Landbank, im Gebäude der Tifliser Filiale der ehemaligen Wolgo-Kamski-Bank und im Gebäude des ehemaligen Büros der Staatsbank; das vierte Gebäude befindet sich in Saburtalo in der S. Tsintsadze-Straße. Im Jahr 2012 erhielt die Bibliothek das Gebäude des Museums der unterirdischen Druckerei Avlabar (Kaspi-Straße 7).
Gustav Radde war von 1868 bis 1903  Bibliotheksdirektor. Seit 2024  ist es Konstantine Gamsachurdia.